# Mochyně peruánská

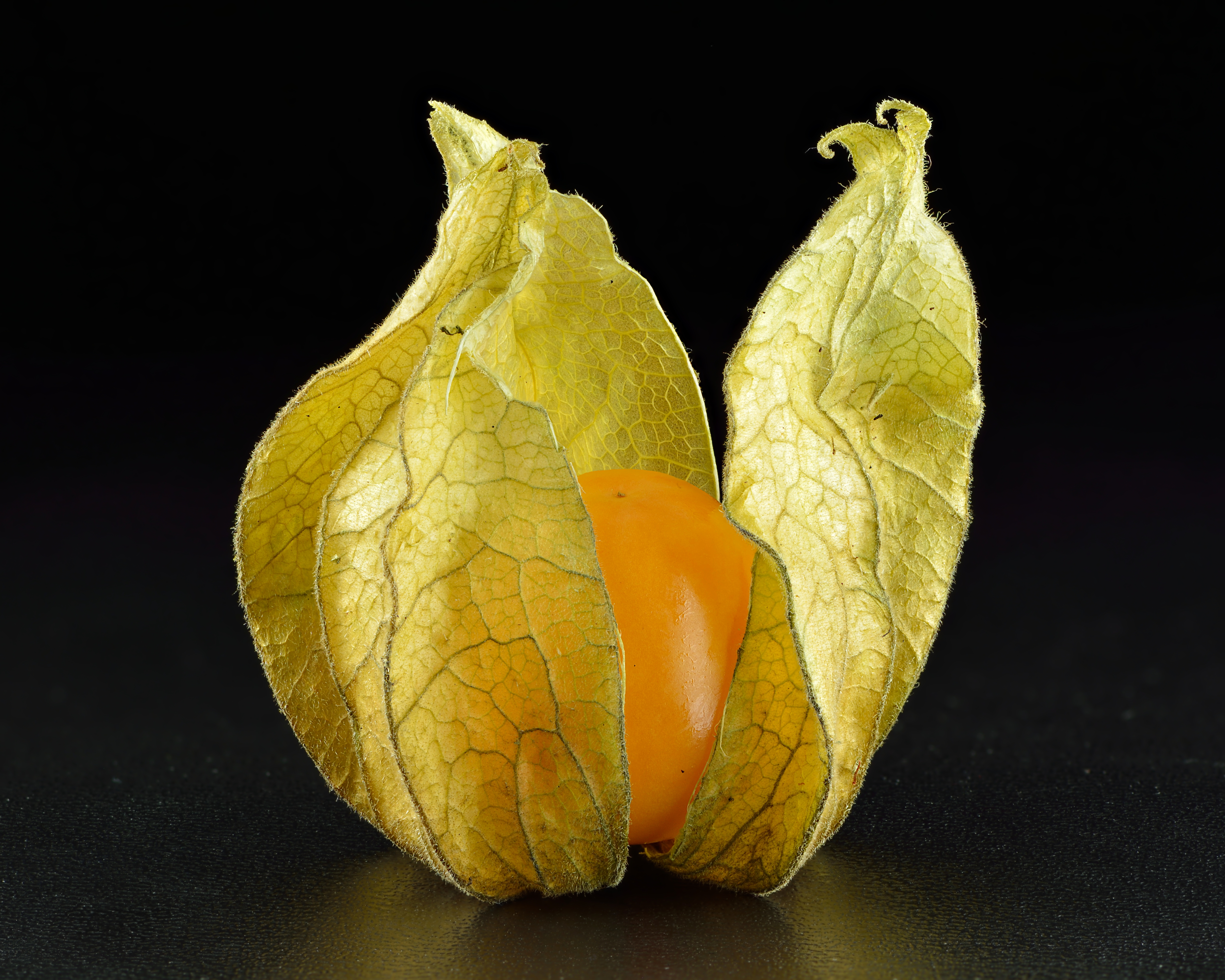

Mochyně peruánská (Physalis peruviana) je vytrvalá rostlina z čeledi lilkovitých. Pochází z Jižní Ameriky, ale pěstuje se i v jiných oblastech. Její jedlé plody se označují jako třešeň Inků. Jsou žluté až oranžové, mají průměr asi 1 až 2 cm a obsahují množství semínek.
Mochyně peruánská je přirozeně rozšířena v Jižní Americe od Kolumbie a Venezuely po Bolívii a Chile. Zplaněle roste v klimaticky příhodných oblastech téměř celého světa.